# أحمد بن عبد العزيز بن خراسان
أحمد بن عبد العزيز بن عبد الحق بن عبد العزيز بن خراسان، ثالث حاكم لتونس من بنو خراسان و أول من اتخذ لقب الأمير من بينهم و آخر حكام الفترة الأولى لبنو خراسان، عاشت تونس فترة من الازدهار في عهده لكنها واجهت الكثير من المشاكل حتى سقطت بيد بنو حماد و تم نفي أحمد إلى بجاية و هناك مات.

## السيرة
بعد أن مات عبد العزيز بن عبد الحق يوم السبت 5 محرم 499هـ / 17 سبتمبر 1105، تسلم ابنه أحمد حكم البلاد، يرجح أن تونس ظلت مؤقتا دون أمير و يرجح أن إسماعيل أخ عبد العزيز حكم خلال تلك المدة حتى قُتل يوم الأحد 12 رجب 500هـ / 8 مارس 1107، بدأ أحمد فترته بقتل المنافسين و منهم عمه إسماعيل فهرب ابن عمه أبو بكر بن إسماعيل إلى بنزرت المحكومة من بنو الورد. ثم ألغى أحمد نظام المشيخة و لقب الشيخ و استبدله بالإمارة و لقب الأمير، و قام بنفي الشيوخ إلى المهدية و غيرها و اعتمد على الفقهاء.
يعتبر أحمد من أبرز حكام بنو خراسان، حكم تونس لمدة 22 عام بلغت فيها تونس أوج إزدهارها، فبنى قصرا اسمه قصر بني خراسان و أحاط مدينة تونس بالأسوار و أبرم معاهدة مع الأعراب تم بمقتضاها حماية و تأمين المسافرين، و كان يجالس العلماء و يحبهم، و مدحه ابن حمديس بقوله:
رغم ذلك واجهت تونس الكثير من المشاكل، فقد حاصر علي بن يحيى تونس سنة 510هـ / 1116 و ضيق عليها حتى صالحه أحمد على ما أراد، و في عام 514هـ / 1120، أرسل عبد العزيز بن منصور جيشا حاصر تونس و أعاد أحمد لطاعة بنو حماد، و في عام 522هـ / 1128 خلع أحمد طاعة بني حماد، فخرج له مطرف بن علي بن خزرون الزناتي قائد الجيش الحمادي فغزا بعض المدن في الطريق و حاصر تونس، فخرج أحمد معلنًا استسلامه، فتم نفيه مع عائلته إلى بجاية و هناك عاش إلى أن مات، و تولى تونس كرامة بن المنصور عم يحيى و بدأت فترة بني حماد في تونس.